# Shayne Culpepper
Shayne Culpepper (* 3. Dezember 1973 in Atlanta, Georgia als Shayne Wille) ist eine ehemalige US-amerikanische Leichtathletin, die im Mittel- und Langstreckenlauf an den Start ging. Ihren größten Erfolg feierte sie mit dem Gewinn der Bronzemedaille über 3000 Meter bei den Hallenweltmeisterschaften 2004 in Budapest. Ihr Ehemann Alan Culpepper war selbst als Langstreckenläufer aktiv.

## Sportliche Laufbahn
Shayne Culpepper war in ihrer Jugend als Turnerin akti, ehe sie zur Leichtathletik kam. Sie studierte an der University of Vermont, ehe sie ihren Abschluss in political science an der University of Colorado Boulder machte. Erste internationale Erfahrungen sammelte sie bei den Crosslauf-Weltmeisterschaften 1999 in Belfast, bei denen sie nach 17:32 min auf den 78. Platz im Einzelrennen gelangte. Im Jahr darauf nahm sie im 1500-Meter-Lauf an den Olympischen Sommerspielen in Sydney teil und schied dort mit 4:12,52 min in der ersten Runde aus. Nach mehreren Jahren ohne Meisterschaftsteilnahme gewann sie 2004 in 9:12,15 min die Bronzemedaille im 3000-Meter-Lauf bei den Hallenweltmeisterschaften in Budapest hinter den Äthiopierinnen Meseret Defar und Berhane Adere. Im August nahm sie erneut an den Olympischen Sommerspielen in Athen teil und verpasste dort mit 15:40,02 min den Finaleinzug über 5000 Meter. Im Jahr darauf wurde sie bei den Crosslauf-Weltmeisterschaften 2005 in Saint-Étienne nach 14:06 min 21. über die Kurzstrecke und sicherte sich in der Teamwertung die Bronzemedaille hinter den Teams aus Äthiopien und Kenia. Bis 2009 trat sie unregelmäßig bei einzelnen Wettkämpfen an, ehe sie ihre aktive sportliche Karriere im Alter von 36 Jahren beendete.
2004 wurde Culpeppter US-amerikanische Meisterin im 5000-Meter-Lauf. Zudem wurde sie 2004 und 2005 Hallenmeisterin über 3000 Meter sowie 2007 über die Meile.

## Persönliche Bestleistungen
- 800 Meter: 2:02,18 min, 3. Juni 2001 in Portland
- 1500 Meter: 4:05,98 min, 20. Mai 2007 in Carson
  - 1500 Meter (Halle): 4:18,82 min, 1. März 2009 in Boston
  - Meile (Halle): 4:31,35 min, 27. Januar 2007 in Boston
- 3000 Meter: 8:54,84 min, 7. Mai 2005 in Eugene
  - 3000 Meter (Halle): 8:55,42 min, 14. Februar 2004 in Fayetteville
- 5000 Meter: 15:01,36 min, 30. April 2004 in Palo Alto
- 10.000 Meter: 32:24,70 min, 2. Mai 2003 in Palo Alto